# Bureau Bijzondere Opdrachten

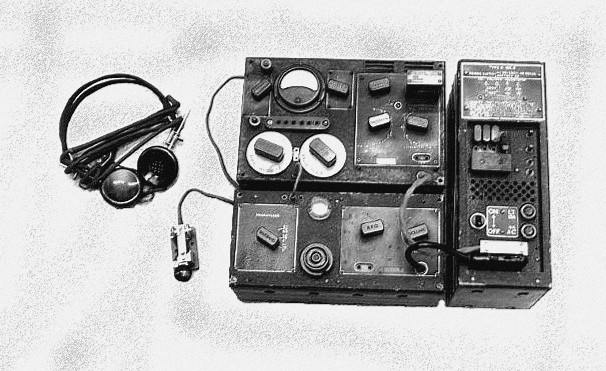
Kofferset 3 MK II draagbare zend/ontvanger, in gebruik bij de agenten van het BBO

Het Bureau Bijzondere Opdrachten (BBO) was een Nederlandse geheime dienst die tijdens de Tweede Wereldoorlog werd opgericht door de Nederlandse regering in Londen. De dienst regelde de uitzending van Nederlandse geheim agenten en speciale eenheden naar bezet gebied die zich daar vooral bezighielden met de ondersteuning van verzetsactiviteiten.
Het bureau werkte nauw samen met de Britse geheime dienst Special Operations Executive, dat een leidende rol had in de geallieerde sabotage-activiteiten achter vijandelijke linies. Tot de taken van het BBO behoorde het aanzetten tot opstand en guerrilla-acties in door de Duitsers bezette gebied, het hinderen van de vijand via sabotage-acties (zoals het opblazen van spoorwegen) en het organiseren en steunen van het plaatselijk verzet, onder meer door voorzieningen van wapens en ammunitie te leveren en het steunen van de illegale pers.
In het CRASH Luchtoorlog- en Verzetsmuseum '40-'45, gevestigd in het Fort bij Aalsmeer in Aalsmeerderbrug, is een permanente tentoonstelling gewijd aan de Nederlandse agenten die tijdens de Tweede Wereldoorlog werkten voor het Bureau Bijzondere Opdrachten. Centraal in de tentoonstelling staat de BBO-agent Jos Gemmeke.

## Geschiedenis
Het Bureau Bijzondere Opdrachten werd opgericht door de Nederlandse regering in Londen in het voorjaar van 1944 als nieuwe geheime dienst, na het debacle van het Englandspiel, waarbij de Duitsers het verzet wisten te infiltreren, wat 54 geheim agenten en honderden verzetsstrijders het leven kostte.
Het BBO was de opvolger van het Bureau Militaire Voorbereiding Terugkeer (BMVT), dat op haar beurt in 1942 het Bureau Voorbereiding van de Terugkeer naar Nederland en het Herstel van het Wettig Gezag Aldaar (BVT) had vervangen. Het bestond naast het Bureau Inlichtingen (BI), dat geheim agenten uitstuurde met de opdracht in het bezette Nederland inlichtingen te verzamelen en naar Londen te zenden.
Op 13 maart 1944 benoemde de regering de gepensioneerde generaal-majoor Johan Willem van Oorschot tot hoofd van het BBO. De dagelijkse leiding van het BBO was in handen van Kas de Graaf en Karel Klijzing. Tussen 31 maart 1944 en 23 april 1945 landden in totaal 70 geheim agenten per parachute in Nederland, waarvan 17 om het leven kwamen. Op 86 verschillende afwerpterreinen werden 211 wapen- en andere goederendroppingen verzorgd. Ook was het BBO betrokken bij speciale Jedburgh-operaties die zich vanaf september 1944 op Nederlands grondgebied afspeelden.
Na de bevrijding werd in mei 1945 een kantoor van het BBO in Utrecht gevestigd, onder leiding van Kas de Graaf, dat onder meer belast werd met onderzoek naar Duitse infiltratie in het BBO. Op 3 december 1945 werd het BBO onder bevel van de chef van de generale staf geplaatst. Op 1 maart 1946 werd het kantoor in Utrecht opgeheven, gevolgd door het hoofdkantoor in Londen op 1 juni van dat jaar.

## Hernieuwd onderzoek
Na afloop van de Parlementaire Enquête Regeringsbeleid 1940-1945 raakte het BBO in de vergetelheid. Tot begin jaren tachtig zou het stil blijven rond het BBO. Eddy de Roever, wiens ouders bevriend waren met Kas de Graaf, schreef vanaf de tweede helft van de jaren tachtig verscheidene boeken over het BBO. De meest uitgebreide publicatie van De Roever over het BBO is Zij sprongen bij maanlicht: de geschiedenis van het Bureau Bijzondere Opdrachten en de agenten te Londen. Dit boek beschrijft kort het ontstaan van het BBO en gaat beknopt in op verschillende BBO-operaties. Volgens de Nederlandse historicus Peter Romijn is het werk van De Roever echter niet het ‘definitieve boek’ over dit onderwerp. De Roever leunt volgens Romijn te zeer op de (omstreden) visies van Kas de Graaf.
Ook de bundeling van het verzet - een van de kerntaken van het BBO - komt nauwelijks aan bod in het werk van De Roever. Met de publicatie van het boek Operatie Jedburgh: Geheime Geallieerde Missies in Nederland 1944-1945 werd door auteur Jelle Hooiveld in het voorjaar van 2014 het onderzoek naar het BBO nieuw leven ingeblazen. Momenteel werkt Jelle Hooiveld als promovendus aan de Universiteit Leiden aan een proefschrift over het BBO.

## Gedropte BBO-agenten
| Naam                         | Naam | Naam | Dropping | Plaats           | Info |      |
| 1944                         | 1944 | 1944 | 1944     | 1944             | 1944 | 1944 |
| ---------------------------- | ---- | ---- | -------- | ---------------- | --- | ---- |
| Tobias Biallosterski         | 1920 | 1945 | 01-04    | Etten            | MWO |      |
| Jan Steman                   | 1920 | 1995 | 01-04    | Etten            | Bronzen Leeuw 1946, Military Cross 1945, OHK, VHK |      |
| Nicolaas Celosse             | 1917 | 1944 | 01-04    | Wieringermeer    | † 5 september 1944 in Kamp Vught |      |
| Tony Cnoops                  | 1907 | 1972 | 01-04    | Wieringermeer    | Bronzen Leeuw 1946 |      |
| Huub Sanders                 | 1923 | 1944 | 01-04    | Wieringermeer    | |      |
| Johan 'Harry' Seyben         | 1919 | 1989 | 01-04    | Wieringermeer    | Bronzen Kruis 1946 |      |
| Cees Dekkers                 | 1919 | 1944 | 31-05    | Gilze-Rijen      | neergestort |      |
| Jan Kuenen                   | 1918 | 1944 | 31-05    | Gilze-Rijen      | neergestort |      |
| Pieter Jacob Kwint           | 1922 | 1944 | 05-07    | Makkum           | zijn Hudson FK790 van het 161 Special Duties Squadron werd neergeschoten |      |
| Pleun Verhoef                | 1919 | 1944 | 05-07    | Makkum           | zijn Hudson FK790 van het 161 Special Duties Squadron werd neergeschoten |      |
| Johannes Albertus Walter     | 1922 | 1944 | 05-07    | Makkum           | zijn Hudson FK790 van het 161 Special Duties Squadron werd neergeschoten |      |
| Jan Bockma                   | 1921 | 1944 | 05-07    | Makkum           | zijn Hudson FK790 van het 161 Special Duties Squadron werd neergeschoten |      |
| Louk Mulholland              | 1920 |      | 05-07    | Epe              | 11 november 1944 gearresteerd, terug in Engeland in april 1945 |      |
| Bert de Goede                | 1920 | 1989 | 05-07    | Epe              | terug in Engeland op 24 februari 1945 |      |
| Arie van Duyn                | 1916 | 1988 | 05-07    | Epe              | marconist van de Goede en Mulholland uitgepeild en gearresteerd op 19 december 1944 vrijgelaten in april 1945 met Van Alebeek                                                 |      |
| Seerp Postma                 | 1921 | 1944 | 07-08    | Wieringermeer    | gearresteerd op 22 november 1944, † 2 december '44 |      |
| Gerrit Reisiger              | 1917 | 1945 | 07-08    | Wieringermeer    | uitgepeild en gearresteerd op 27 december 1944 |      |
| Frank Hamilton               | 1913 | 1990 | 09-08    | Abbekerk         | broer van Frankie |      |
| Frankie Hamilton             | 1910 | 1996 | 09-08    | Abbekerk         | brak haar been bij landing |      |
| Jaap Beekman                 | 1919 | 2010 | 28-08    | Voorthuizen      | terug in Engeland op 5 april 1945 |      |
| Jaap Hinderink               | 1923 | 2020 | 28-08    | Voorthuizen      | terug in Engeland op 15 april 1945, BL 29-3-1946 |      |
| Joop Luykenaar               | 1918 | 1996 | 28-08    | Voorthuizen      | terug in Engeland midden maart 1945, BL 27-7-1945 |      |
| Krijn Buitendijk             | 1921 | 1998 | 28-08    | Hedel            | noodlanding bij Engelen met de Halifax MkV MA-W LL388 van het 161 Special Duties Squadron                                                                                     |      |
| Gerrit Kroon                 | 1909 | 1945 | 28-08    | Hedel            | na noodlanding gearresteerd. |      |
| Jacky van der Meer           | 1922 | 1987 | 28-08    | Hedel            | na noodlanding gearresteerd, † 12 december 1987 |      |
| Tobias Biallosterski         | 1920 | 1945 | 09-09    | Spanbroek        | 2de uitzending, 10-2-1945 gearresteerd |      |
| Pieter de Vos                | 1924 |      | 09-09    | Spanbroek        | |      |
| Henk Brinkgreve              | 1915 | 1945 | 11-09    | Stegerenveld     | Jedburgh-team bestond uit Brinkgreve, de Amerikaanse majoor John Malcolm Olmsted en de Britse sergeant John Patrick Austin; bij arrestatie op 5 maart 1945 neergeschoten, MWO |      |
| Maarten Cieremans            | 1922 | 2014 | 21-09    | Berkel           | BL, KV, King's Medal |      |
| Wim Hoogewerff               | 1921 | 1945 | 21-09    | Berkel           | gefusilleerd op 8 maart 1945 op de Waalsdorpervlakte |      |
| Paul Peters                  | 1924 | 2003 | 21-09    | Berkel           | ook Paul Petit |      |
| Gerard de Stoppelaar         | 1917 | 1989 | 21-09    | Berkel           | geëmigreerd naar de Verenigde Staten |      |
| Bram du Bois                 | 1916 | 1945 | 16-10    | Garderen         | dit was zijn 2de missiem eerste missie was met Jedburgh-team<be> geëxecuteerd 8 maart 1945 op de Woeste Hoeve                                                                 |      |
| Peter Tazelaar               | 1920 | 1993 | 01-11    | Haskerhorne      | MWO |      |
| Lykele Faber                 | 1919 |      | 01-11    | Haskerhorne      | marconist van Tazelaar |      |
| Richard Barmé                | 1924 | 1945 | 01-11    | Benthuizen       | jongste agent, gefusilleerd op 8 maart 1945 op de Waalsdorpervlakte |      |
| Piet de Beer                 | 1919 | 2002 | 10-11    | Zevenhoven       | |      |
| Henk van Loenen              | 1915 | 1997 | 28-12    | Lunteren         | broer van Herman Lucas van Loenen |      |
| 1945                         |      |      |          |                  | |      |
| Sjoerd Sjoerdsma             | 1921 | 1987 | 05-01    | Stegerenveld     | marconist voor Brinkgreve |      |
| Marinus van der Stoep        | 1917 | 1945 | 27-02    | Berkel-Rodenrijs | gewond, overleden in ziekenhuis |      |
| Rein Bangma                  | 1921 | 2005 | 02-03    | Lunteren         | |      |
| Jan Lodewijk van der Weyden  | 1920 |      | 02-03    | Lunteren         | |      |
| Jos Gemmeke                  | 1922 | 2010 | 10-03    | Nieuwkoop        | MWO |      |
| Anton Gehrels                | 1925 | 2011 | 17-03    | Achterhoek       | |      |
| Wouter Pleijsier             | 1922 | 2005 | 17-03    | Achterhoek       | |      |
| Peter Borghouts              | 1910 | 1966 | 17-03    | Benthuizen       | MWO |      |
| Bobby ten Broek              | 1924 | 2011 | 17-03    | Benthuizen       | Bronzen Kruis 1946, VHK |      |
| Johan Weve                   | 1918 | 1992 | 30-03    | Lekkerkerk       | |      |
| Johannes Maria Christiaansen | 1920 | 1988 | 03-04    | Stegerenveld     | |      |
| Cornelis den Dekker          | 1921 |      | 03-04    | Stegerenveld     | |      |
| Frans Dekker                 | 1920 | 1990 | 11-04    | Loosdrecht       | landde als eerste, verloor zijn uitrusting daarna werden een lading containers vol wapens en munitie afgeworpen                                                               |      |
| Johan Greidanus              | 1916 | 1945 | 11-04    | Loosdrecht       | Greidanus's afworp werd niet waargenomen. Later bleek dat hij in de Loosdrechtse plassen was verdronken.                                                                      |      |
| Edward Willem Janzen         | 1920 | 1945 | 11-04    | Loosdrecht       | Janzen werd een dag later gevonden, ook verdronken. |      |
| Wijtze Bisschop              | 1918 | 2006 | 11-04    | Lekkerkerk       | |      |
| Hendrik Geysen               | 1921 | 1944 | 11-04    | Lekkerkerk       | BL 8-6-1946, VHK |      |
| Sjoerd Sjoerdsma             | 1921 | 1987 | 12-04    | Ter Aar          | 2de uitzending |      |
| A M J Gehrels                | 1925 | 2011 | 23-04    | Alphen           | 2de uitzending |      |
| F T Stuvel                   | 1919 |      | 23-04    | Alphen           | |      |
| B P Nijdam                   | 1920 |      | 23-04    | Nieuwkoop        | zwaar gewond bij landing |      |
| Floris van der Putt          | 1921 |      | 23-04    | Nieuwkoop        | marconist van Borghouts |      |
| Willem Dinger                | 1916 | 1989 | 23-04    | Nieuwkoop        | |      |
| Willem Bouma                 | 1920 |      | 23-04    | Spanbroek        | missie geslaagd, Bronzen Kruis 1946 |      |
| Wouter Pleijsier             | 1922 | 2005 | 23-04    | Spanbroek        | |      |

In 2007 werd de laatste reünie gehouden door de voormalige agenten [dode link].

## Geëxecuteerde BBO-agenten
Onderstaande agenten zijn niet allen BBO-agenten. Het grootste deel van de agenten die hieronder worden genoemd werden slachtoffer van het Englandspiel, dat zich afspeelde voorafgaand aan de oprichting van het BBO.
Op 6 september 1944 in Mauthausen:
- Leonardus Theodorus Cornelis Andringa, Pieter Arnoldus Arendse, Klaas van der Bor, Cornelis Carel Braggaar, Johannes Jan Cornelis Buizer, Joseph Bukkens, Cornelis Droogleever Fortuijn, Gerard John van Hemert, Jan Charles Hofstede, George Louis Jambroes, Roelof Christiaan Jongelie, Barend Klooss, Meindert Koolstra, Willem Johan Niermeijer, Gerrit van Os, Evert Radema, George Lodewijk Ruseler, Hendrik Johannes Sebes, Horst Reinder Steeksma, Thijs Taconis, Pieter van der Wilden, Willem van der Wilden

Op 7 september 1944 in Mauthausen:
- Aart Hendrik Alblas, Arnoldus Albert Baatsen, Karel Beukema toe Water, Pieter Cornelis Boogaart, Oscar Willem de Brey, Johannes Cornelis Dane, Jan Emmer, Johannes Henricus Marie de Haas, Jerry van Hemert, Cornelis Eliza van Hulsteijn, Pieter Kamphorst, Meindert Koolstra, Arie Johannes de Kruyff, Johannes Hermanus Arnoldus Maria ter Laak, Antoon Berend Mink, Willem Johan Niermeyer, Michiel Pals, Laurens Punt, Gozewin Hendrik Gerard Ras, Hendrik Reinder Steeksma, Ivo van Uijtvanck, Antonius Johannes Wegner

Op 31 december 1944 in Mauthausen:
- Antonius van Steen

Op 8 maart 1945 op de Waalsdorpervlakte:
- Richard Barmé (jongste BBO-agent)

## Gesneuvelde BBO-agenten

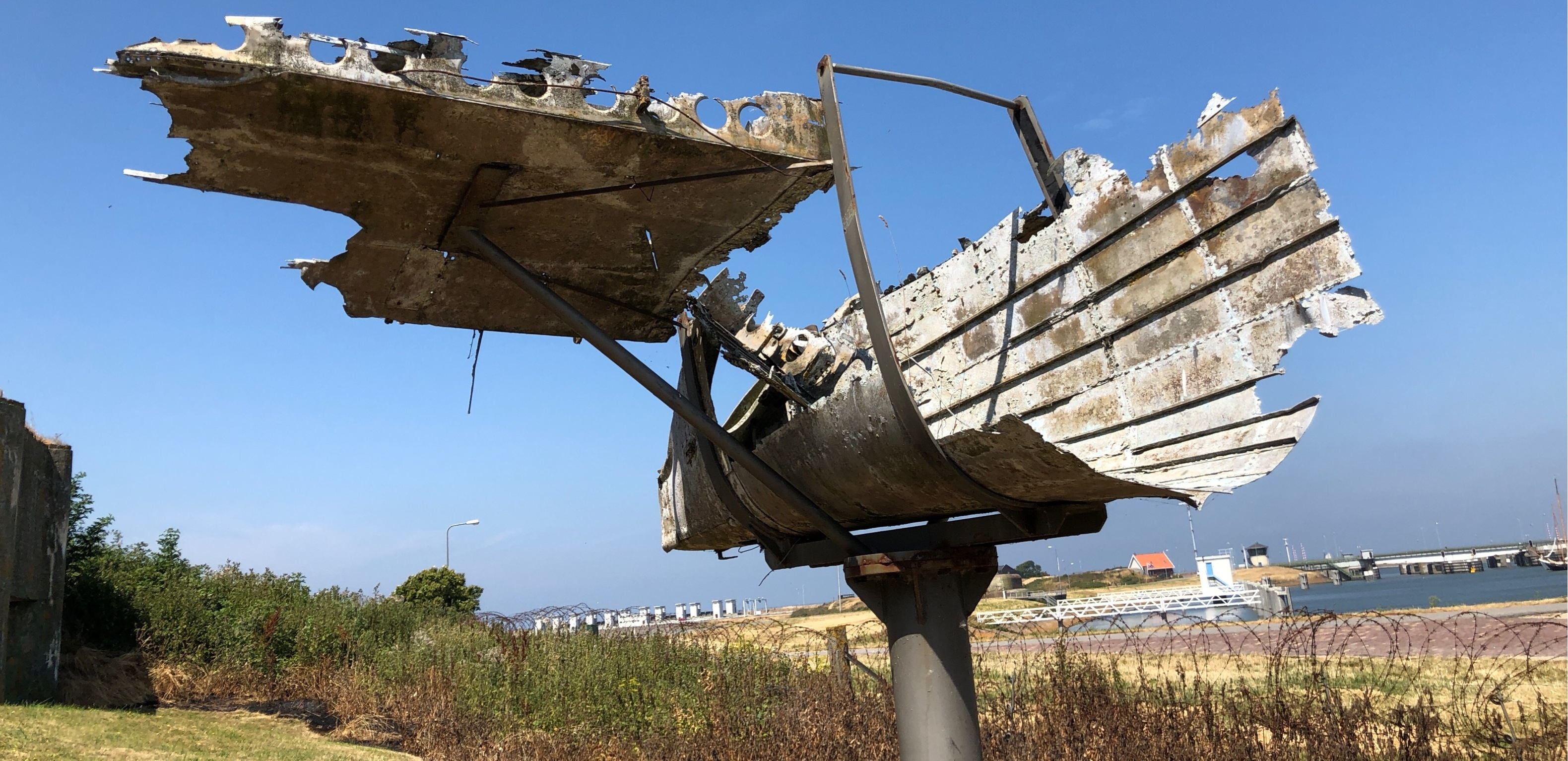
Staart van de neergestorte FK790 bij Stelling Kornwerderzand ter nagedachtenis aan de inzittende

In de nacht van 5 op 6 juli 1944 vertrok het vliegtuig Lockheed Hudson FK790 vanaf vliegbasis Tempsford, bij Londen, naar Nederland. Aan boord waren 8 personen, 4 Engelse vliegers en 4 Nederlandse geheimagenten: Pieter Jacob Kwint, Pleun Verhoef, Johannes Albertus Walter en Jan Bockma. De in Engeland opgeleide agenten zouden boven de Appelsche Heide, bij Nijkerk, uit het toestel springen en het verzet ondersteunen tegen de Duitsers. Boven de Waddenzee is het toestel mogelijk getroffen door een Duitse jager en 4 km ten westen van Kornwerderzand neergestort in het IJsselmeer. Alle 8 inzittenden zijn omgekomen en 7 lichamen zijn indertijd drijvend aangetroffen. In 1997 zijn de overblijfselen van de gezagvoerder uit de wrakstukken geborgen.

In ander dienstverband gesneuveld, onder anderen:
- Kapitein Jacobus Groenewoud
- Majoor Henk Brinkgreve